# Hiekesia africana
Hiekesia africana is een keversoort uit de familie kerkhofkevers (Monotomidae). De wetenschappelijke naam van de soort werd in 1995 gepubliceerd door Sen Gupta & Pal.